# Hibiscus urbanii
Hibiscus urbanii är en malvaväxtart som beskrevs av Helwig. Hibiscus urbanii ingår i Hibiskussläktet som ingår i familjen malvaväxter. Inga underarter finns listade i Catalogue of Life.